# Basem Morsi
Basem Morsi El Kotb Abdullah – scritto anche Morsy – (in arabo باسم مرسي القطب عبد الله‎?; Tanta, 1º gennaio 1992) è un calciatore egiziano, attaccante dell'Ismaily.

## Caratteristiche tecniche
Terminale offensivo della manovra d'attacco, possente fisicamente ed efficace nel gioco aereo, abile ad inserirsi con costanza tra gli spazi per convergere il pallone in rete.
La sua attitudine nel gioco di sponda e nella protezione del pallone - in modo da favorire l'inserimento dei compagni dalle retrovie - lo rendono prezioso nella costruzione della manovra. Si distingue inoltre per propensione al sacrificio; rientra spesso in fase di non possesso per pressare il portatore di palla avversario in modo da far ripartire l'azione.

## Carriera

### Club
Muove i suoi primi passi nelle giovanili del Petrojet. Esordisce in prima squadra l'11 febbraio 2013 contro gli Arab Contractors da titolare. Viene sostituito al 57' da Wael Faraag. Mette a segno la sua prima rete in campionato a distanza di quattro giorni contro l'El-Entag El-Harby. A fine stagione - complici alcuni screzi con il tecnico Mokhtar Mokhtar - lascia la squadra, accasandosi all'El-Entag El-Harby.
Il 1º luglio 2014 firma un triennale con lo Zamalek. Termina l'annata con 18 reti (tra cui una tripletta contro l'Al Nasr; vice-capocannoniere del campionato alle spalle del solo Hossam Salama) in 31 presenze, risultando decisivo nella conquista del titolo. Il 21 settembre 2015 una sua doppietta permette ai Cavalieri Bianchi di imporsi per 2-0 nel derby contro l'Al-Ahly, consentendo alla squadra di sollevare la Coppa d'Egitto.
Il 27 luglio 2018 passa in prestito al Larissa, in Grecia. Il 31 gennaio 2021 firma un contratto di due anni e mezzo con il Misr Lel Makasa. Il 5 settembre viene tesserato dal Ceramica Cleopatra.

### Nazionale
Esordisce con i Faraoni il 4 giugno 2014 in un'amichevole disputata a Londra contro la Giamaica, subentrando nella ripresa al posto di Khaled Kamar e segnando la rete che fissa il punteggio sul risultato di 2-2. Il 6 settembre 2015 mette a segno una tripletta ai danni del Ciad (5-1 il finale), in una partita valida per l'accesso alla fase finale della Coppa d'Africa 2017.
Il 13 novembre 2016 il CT Héctor Cúper lo richiama nell'intervallo nel corso della sfida di qualificazione ai Mondiali 2018 contro il Ghana per far posto a Koka. Il calciatore reagisce male alla sostituzione, venendo di conseguenza escluso nel mese di gennaio dalla lista dei convocati alla Coppa d'Africa 2017 a favore di Mohsen nel ruolo di prima punta.

## Statistiche

### Presenze e reti nei club
Statistiche aggiornate al 16 dicembre 2023.
| Stagione                 | Squadra                  | Campionato               | Campionato | Campionato | Coppe nazionali | Coppe nazionali | Coppe nazionali | Coppe continentali | Coppe continentali | Coppe continentali | Altre coppe | Altre coppe | Altre coppe | Totale | Totale |
| Stagione                 | Squadra                  | Comp                     | Pres       | Reti       | Comp            | Pres            | Reti            | Comp               | Pres               | Reti               | Comp        | Pres        | Reti        | Pres   | Reti   |
| ------------------------ | ------------------------ | ------------------------ | ---------- | ---------- | --------------- | --------------- | --------------- | ------------------ | ------------------ | ------------------ | ----------- | ----------- | ----------- | ------ | ------ |
| 2012-2013                | Petrojet                 | PL                       | 13         | 4          | CE              | 2               | 0               | -                  | -                  | -                  | -           | -           | -           | 15     | 4      |
| 2013-2014                | El-Entag El-Harby        | PL                       | 15         | 9          | CE              | 3               | 1               | -                  | -                  | -                  | -           | -           | -           | 18     | 10     |
| 2014-2015                | Zamalek                  | PL                       | 31         | 18         | CE              | 5               | 2               | CC                 | 12                 | 2                  | SE          | 0           | 0           | 48     | 22     |
| 2015-2016                | Zamalek                  | PL                       | 27         | 7          | CE              | 5               | 5               | CCL                | 11                 | 4                  | SE          | 1           | 0           | 44     | 16     |
| 2016-2017                | Zamalek                  | PL                       | 24         | 7          | CE              | 3               | 1               | CCL                | 7                  | 3                  | SE          | 1           | 0           | 35     | 11     |
| 2017-2018                | Zamalek                  | PL                       | 17         | 3          | CE              | 4               | 0               | ACC+CC             | 3+1                | 1+0                | -           | -           | -           | 25     | 4      |
| Totale Zamalek           | Totale Zamalek           | Totale Zamalek           | 99         | 35         |                 | 17              | 8               |                    | 34                 | 10                 |             | 2           | 0           | 152    | 53     |
| 2018-gen. 2019           | Larissa                  | SL                       | 4          | 0          | CG              | 1               | 0               | -                  | -                  | -                  | -           | -           | -           | 5      | 0      |
| gen.-giu. 2019           | Smouha                   | PL                       | 6          | 0          | CE              | 0               | 0               | -                  | -                  | -                  | -           | -           | -           | 6      | 0      |
| 2019-2020                | El-Entag El-Harby        | PL                       | 24         | 8          | CE              | 0               | 0               | -                  | -                  | -                  | -           | -           | -           | 24     | 8      |
| 2020-gen. 2021           | El-Entag El-Harby        | PL                       | 8          | 2          | CE              | 0               | 0               | -                  | -                  | -                  | -           | -           | -           | 8      | 2      |
| Totale El-Entag El-Harby | Totale El-Entag El-Harby | Totale El-Entag El-Harby | 47         | 19         |                 | 3               | 1               |                    | -                  | -                  |             | -           | -           | 50     | 20     |
| gen.-giu. 2021           | Misr Lel Makasa          | PL                       | 24         | 10         | CE              | 2               | 1               | -                  | -                  | -                  | -           | -           | -           | 26     | 11     |
| 2021-2022                | Ceramica Cleopatra       | PL                       | 33         | 4          | CE              | 1               | 0               | -                  | -                  | -                  | -           | -           | -           | 34     | 4      |
| 2022-gen. 2023           | Ismaily                  | PL                       | 14         | 1          | CE              | 0               | 0               | -                  | -                  | -                  | -           | -           | -           | 14     | 1      |
| gen.-giu. 2023           | National Bank of Egypt   | PL                       | 13         | 0          | CE              | 1               | 0               | -                  | -                  | -                  | -           | -           | -           | 14     | 0      |
| 2023-2024                | Ismaily                  | PL                       | 4          | 1          | CE              | 0               | 0               | -                  | -                  | -                  | -           | -           | -           | 4      | 1      |
| Totale Ismaily           | Totale Ismaily           | Totale Ismaily           | 18         | 2          |                 | 0               | 0               |                    | -                  | -                  |             | -           | -           | 18     | 2      |
| Totale carriera          | Totale carriera          | Totale carriera          | 257        | 74         |                 | 27              | 10              |                    | 34                 | 10                 |             | 2           | 0           | 320    | 94     |

### Cronologia presenze e reti in nazionale
| Cronologia completa delle presenze e delle reti in nazionale ― Egitto | Cronologia completa delle presenze e delle reti in nazionale ― Egitto | Cronologia completa delle presenze e delle reti in nazionale ― Egitto | Cronologia completa delle presenze e delle reti in nazionale ― Egitto | Cronologia completa delle presenze e delle reti in nazionale ― Egitto | Cronologia completa delle presenze e delle reti in nazionale ― Egitto | Cronologia completa delle presenze e delle reti in nazionale ― Egitto | Cronologia completa delle presenze e delle reti in nazionale ― Egitto |
| Data                                                                  | Città                                                                 | In casa                                                               | Risultato                                                             | Ospiti                                                                | Competizione                                                          | Reti                                                                  | Note                                                                  |
| --------------------------------------------------------------------- | --------------------------------------------------------------------- | --------------------------------------------------------------------- | --------------------------------------------------------------------- | --------------------------------------------------------------------- | --------------------------------------------------------------------- | --------------------------------------------------------------------- | --------------------------------------------------------------------- |
| 4-6-2014                                                              | Londra                                                                | Giamaica                                                              | 2 – 2                                                                 | Egitto                                                                | Amichevole                                                            | 1                                                                     | 46’                                                                   |
| 26-3-2015                                                             | Il Cairo                                                              | Egitto                                                                | 2 – 0                                                                 | Guinea Equatoriale                                                    | Amichevole                                                            | 1                                                                     | 57’ 90+3’                                                             |
| 14-6-2015                                                             | Alessandria d'Egitto                                                  | Egitto                                                                | 3 – 0                                                                 | Tanzania                                                              | Qual. Coppa d'Africa 2017                                             | 1                                                                     | 57’                                                                   |
| 6-9-2015                                                              | N'Djamena                                                             | Ciad                                                                  | 1 – 5                                                                 | Egitto                                                                | Qual. Coppa d'Africa 2017                                             | 3                                                                     | 65’                                                                   |
| 11-10-2015                                                            | Abu Dhabi                                                             | Egitto                                                                | 3 – 0                                                                 | Zambia                                                                | Amichevole                                                            | -                                                                     | 46’                                                                   |
| 14-11-2015                                                            | N'Djamena                                                             | Ciad                                                                  | 1 – 0                                                                 | Egitto                                                                | Qual. Mondiali 2018                                                   | -                                                                     | 81’                                                                   |
| 29-1-2016                                                             | Aswan                                                                 | Egitto                                                                | 2 – 0                                                                 | Libia                                                                 | Amichevole                                                            | 1                                                                     | 61’                                                                   |
| 30-8-2016                                                             | Alessandria d'Egitto                                                  | Egitto                                                                | 1 – 1                                                                 | Guinea                                                                | Amichevole                                                            | -                                                                     | 67’                                                                   |
| 9-10-2016                                                             | Brazzaville                                                           | Rep. del Congo                                                        | 1 – 2                                                                 | Egitto                                                                | Qual. Mondiali 2018                                                   | -                                                                     | 71’                                                                   |
| 13-11-2016                                                            | Alessandria d'Egitto                                                  | Egitto                                                                | 2 – 0                                                                 | Ghana                                                                 | Qual. Mondiali 2018                                                   | -                                                                     | 46’                                                                   |
| Totale                                                                |                                                                       | Presenze                                                              | 10                                                                    |                                                                       | Reti                                                                  | 7                                                                     |                                                                       |

## Palmarès

### Club

#### Competizioni nazionali
- Campionato egiziano: 1

Zamalek: 2014-2015
- Coppa d'Egitto: 4

Zamalek: 2014, 2015, 2016, 2018
- Supercoppa d'Egitto: 1

Zamalek: 2016

### Individuale
- Egyptian Premier League Team of the Year: 1[18]

2014-2015
- Capocannoniere della Coppa d'Egitto: 1

2016 (5 gol)